# トナリエ ふじみ野
トナリエ ふじみ野（トナリエふじみの） は、埼玉県ふじみ野市うれし野に所在する株式会社エスコン運営のショッピングセンターである。
日本初のアウトレットモールであったアウトレットモール・リズムの施設を再利用して、2012年（平成24年）6月29日に開業した。
2021年（令和3年）4月29日にソヨカふじみ野より名称変更。

## 歴史
- 1993年（平成5年）11月12日 - 日本初のアウトレットモール、アウトレットモール・リズムとしてオープン。
- 2011年（平成23年）6月30日 - 客足が減ったためタワー館（医療施設）以外閉店し、事実上「アウトレットモール・リズム」全体として閉店。
- 2012年（平成24年）
  - 2月22日 - イオンモールが管理・運営を行う事になり、「ショッピングセンター ソヨカふじみ野」としてリニューアルすると発表[1]。
  - 6月29日 - ショッピングセンター ソヨカふじみ野オープン。
- 2018年（平成30年）
  - 2月20日 - イオンモールによる管理・運営業務受託契約が終了[2]。
  - 2月21日 - 日本エスコン（現：エスコン）による管理・運営となる[3]。
- 2021年（令和3年）
  - 4月29日 - 施設名が｢トナリエ ふじみ野｣に改称される[4]。

## 主なテナント
出店テナント全店の一覧・詳細情報は公式サイト「ショップ」を参照。

### 主要テナント
- ロピア
- カルディコーヒーファーム
- ドラッグセガミ
- Seria
- 保険クリニック
- ポーラ ベルソワンショップ
- ニトリ デコホーム
- ニチイキッズ ふじみ野保育園
- 学研 リズムタワー教室